# 冷水湧出帯

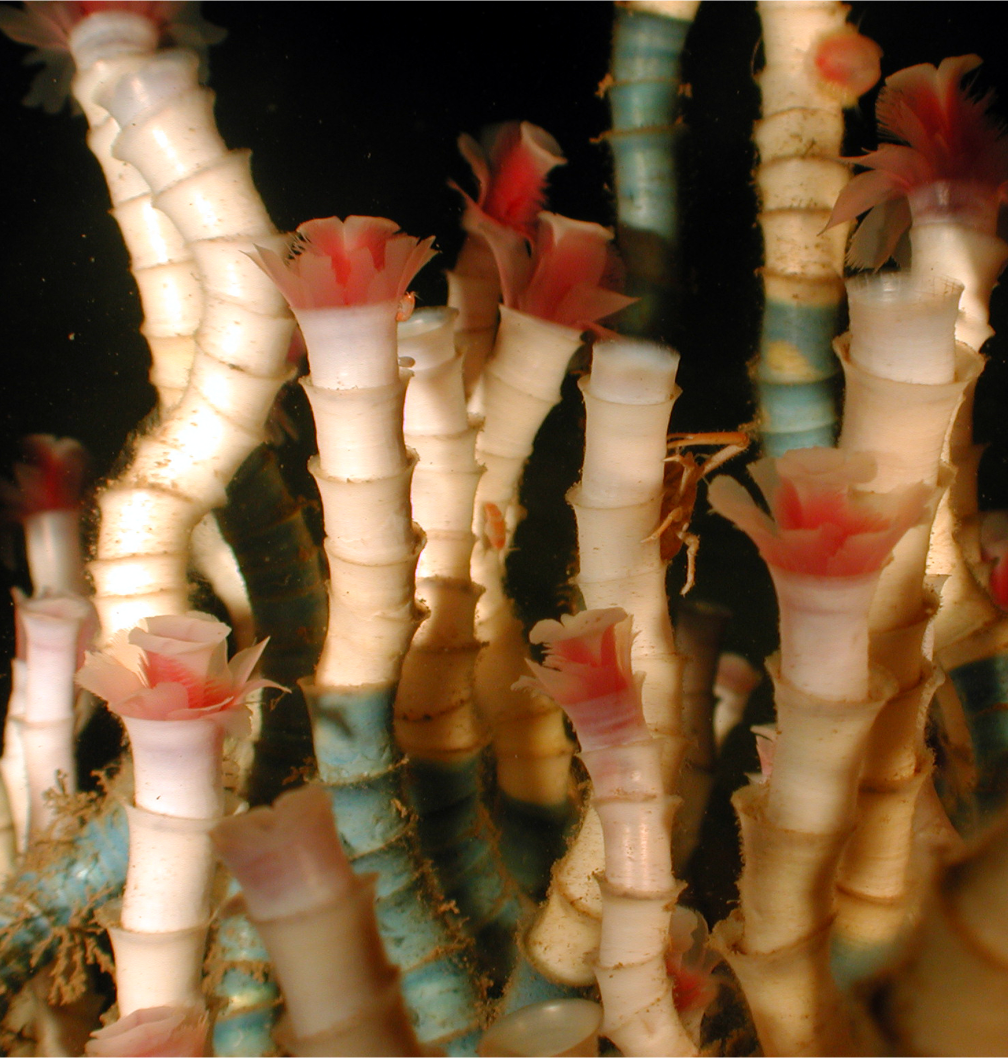
冷水集出帯を代表する動物の一つハオリムシ

冷水湧出帯（れいすいゆうしゅつたい、英: cold seep、cold vent）とは、硫化水素や、メタンなどの炭化水素に富んだ湧水が存在する海底の領域のことである。冷水湧出域（れいすいゆうしゅついき）とも言う。また冷湧水（れいゆうすい）、あるいは単に湧水（ゆうすい）と言われることもある。ここで「冷水」とは、熱水噴出口から噴き出す数百度にも達する熱水ほどではないとするだけの意味であり、周囲の海水より低い温度の湧出水という意味ではない。むしろ、周囲温度よりわずかに高い場合が多い。
しばしば塩水溜まりの形態をとる。冷水湧出帯は多くの固有種を含んだ生物群集を構成する。
冷水湧出帯は、年月をかけて特異な地形を発達させる。メタン等と海水の反応により、炭酸塩鉱物が形成される。たとえば、炭酸カルシウムの水和物であるイカ石の生成には、冷水湧出帯のメタンの酸化が関わっていると考えられている。この反応はバクテリアの活動と関係している可能性がある。

## 種類

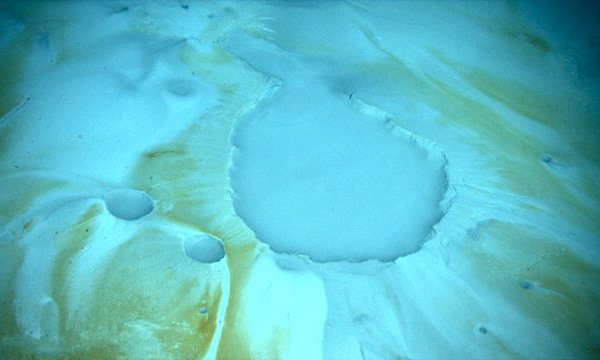
塩水溜まりとなっている海底窪地。

冷水湧出帯の種類には以下のようなものがある。また存在する深度によっても区別される。
- 石油・ガス湧出帯
- ガス湧出帯 - メタン湧出帯
- ガスハイドレート湧出帯
- 塩水湧出帯 - 塩水溜まりを作る。
- 海底窪地
- 泥火山

## 形成と生態系の遷移
冷水湧出帯は海底の地質活動によって亀裂が発生したところにできる。石油やメタンが地層中に拡散して、数百メートルの範囲に湧き出てくる。
メタンは天然ガスの主成分で、冷水湧出帯の生態系の基礎を担っている。

### 化学合成生物群集

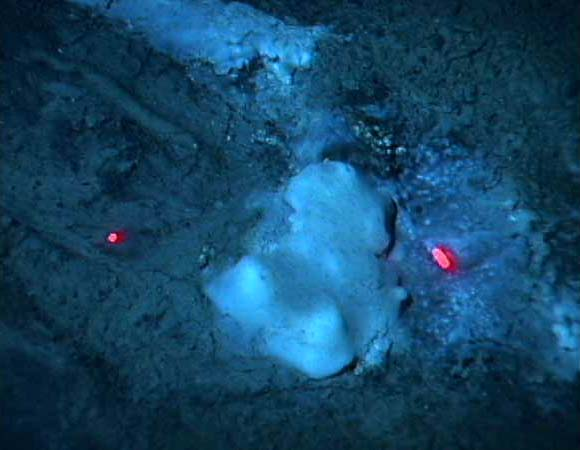
硫黄酸化細菌ベギアトアを含むバクテリアマット。サウスカロライナ沖のBlake Ridge。赤い点は計測用のレーザー光線。

冷水湧出帯に住む生物は極限環境生物として知られている。冷水湧出帯および熱水噴出口での生物学的な研究は、微生物と大型無脊椎動物をメインとしてきた。中間のメイオベントス（微生物よりは大きく、1ミリメートル以下のサイズの生物群）についての研究はあまりなされていない。
冷水湧出帯の遷移 (生物学)を考えてみる。この領域のエネルギーを最初に獲得するのはバクテリアである。冷水湧出帯では、バクテリアは群生してバクテリアマットを形成し、メタンや硫化水素、その他の湧出ガスの同化によってエネルギーを得る（生物的な化学合成）。

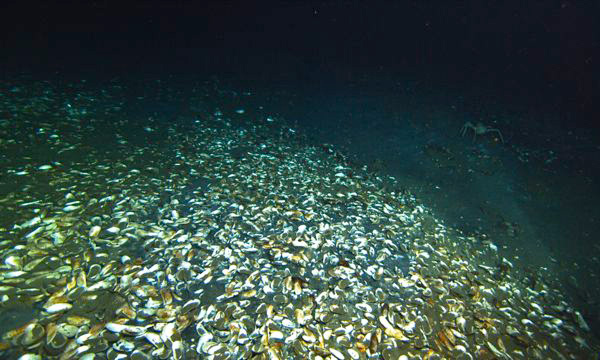
塩水溜まりの縁で発見された貝類群生。

最初のステージにおいては、メタンは比較的豊富である。湧出帯の近くに貝類の群生が発生することがある。その多くはシンカイヒバリガイ属（Bathymodiolus）の貝である。これらは、直接には摂食を行わない。そのかわり、共生細菌がメタンからエネルギーを得ており、そこから栄養を得ている。これらの化学合成栄養二枚貝（化学合成細菌と共生している二枚貝）は冷水湧出帯の生物相の主要な構成種であり、主にキヌタレガイ科（Solemyidae）、ツキガイ科（Lucinidae）、オトヒメハマグリ科（Vesicomyidae）、ハナシガイ科（Thyasiridae）、イガイ科（Mytilidae）からなる。
これらの微生物の活動により、炭酸カルシウム (CaCO3) が生成される。それは海底に堆積し、岩石層を形成する。数十年後、これらの岩石にシボグリヌム科のチューブワーム（ハオリムシ）が蝟集し、貝類に混じって成長する。貝類と同様に、チューブワームは化学合成をする共生細菌（この場合、メタンではなく硫化水素を使う細菌）に依存して生存している。チューブワームは環境から硫化水素を取り込んでバクテリアに供給している。硫化水素は水中からだけでは無く、チューブワームの林の「根」のような構造を使って炭酸塩の固着層からも吸収される。チューブワームの林には数百の個体がいることがあり、それは海底から1メートル以上も成長することがある。
湧出は無限に続くわけではない。ガスの湧出が徐々に少なくなっていくにつれて、寿命が短く、メタンを多く要求する貝類（の共生バクテリア）が死にはじめる。この段階になると、チューブワームが冷水湧出帯の主要な生物になってくる。地層に硫黄分が含まれている間は、硫黄を吸収するチューブワームは生存する。チューブワームの一種 Lamellibrachia luymesi では、こうした条件で250年以上も生存した個体が確認されている。
|  |  |  |

### 他の生物群との比較
冷水湧出帯と熱水噴出口の生物群は、どちらもエネルギー生産を光合成に依存していない。これらの生態系は主として化学合成からエネルギーを得ている。双方には共通点が多い。以下のようなものがある。
- 還元型の化学物質（硫化水素 H2S や炭化水素）が存在している。
- 局所的な貧酸素状態、あるいは無酸素状態。
- 豊富で活動的なバクテリアと、化学合成細菌による局所的な有機物生産。

またどちらも通常、高い後生動物の生物量と低い生物多様性を持っている。これは基礎種の密度の高さによって説明できる。
しかし熱水噴出口と冷水湧出帯では違っている点も多い。冷水湧出帯はより安定的だが、熱水噴出口の性質は不安定である。局所的な高温。温度、pH、硫黄濃度、酸素濃度などの激しい変動。沈殿物が無い場合があること。比較的短期間であること。また、流量の増減や火山性の爆発などの予測できない条件があること。熱水噴出口が易変性で比較的短期間だけ続く環境なのに対し、冷水湧出帯の化学物質放出はゆっくりだが安定的である。冷たい温度と安定性のためか、冷水湧出帯の生物の多くは熱水噴出口の生物よりも長生きである。

### 冷水湧出帯の最期
最終的に冷水湧出帯は活動を終え、チューブワームは姿を消して行く。新しく露出した炭酸塩岩の上にサンゴ類が着生する。サンゴ類は海底からの炭化水素には依存していない。イシサンゴ類 Lophelia pertusa の研究によれば、それらは栄養素を主に海洋表面から得ている。化学合成生物の役割は、これらの定着や成長に対しては非常に小さい。深海サンゴが、化学合成生物に依存しているようには見えないが、それでも化学合成物がサンゴの存在を可能にしている。

## 分布
冷水湧出帯は、1983年、Charles Paull らによって、メキシコ湾の水深3,200メートルの深海で発見された。それ以降、世界各地の海で発見され続けている。それらはいくつかのエコリージョンに分類される。メキシコ湾、大西洋、地中海、東太平洋、西太平洋、北極海などである。またモントレー湾沖のモントレー峡谷、日本海、コスタリカの太平洋岸、アフリカの大西洋沖、またアラスカ沖などにもある。発見されているうちで最も深い冷水湧出帯は、日本海溝の水深7,326メートル地点である。
- 主な冷水湧出帯の分布（星で表示）[リンク切れ]

## メキシコ湾

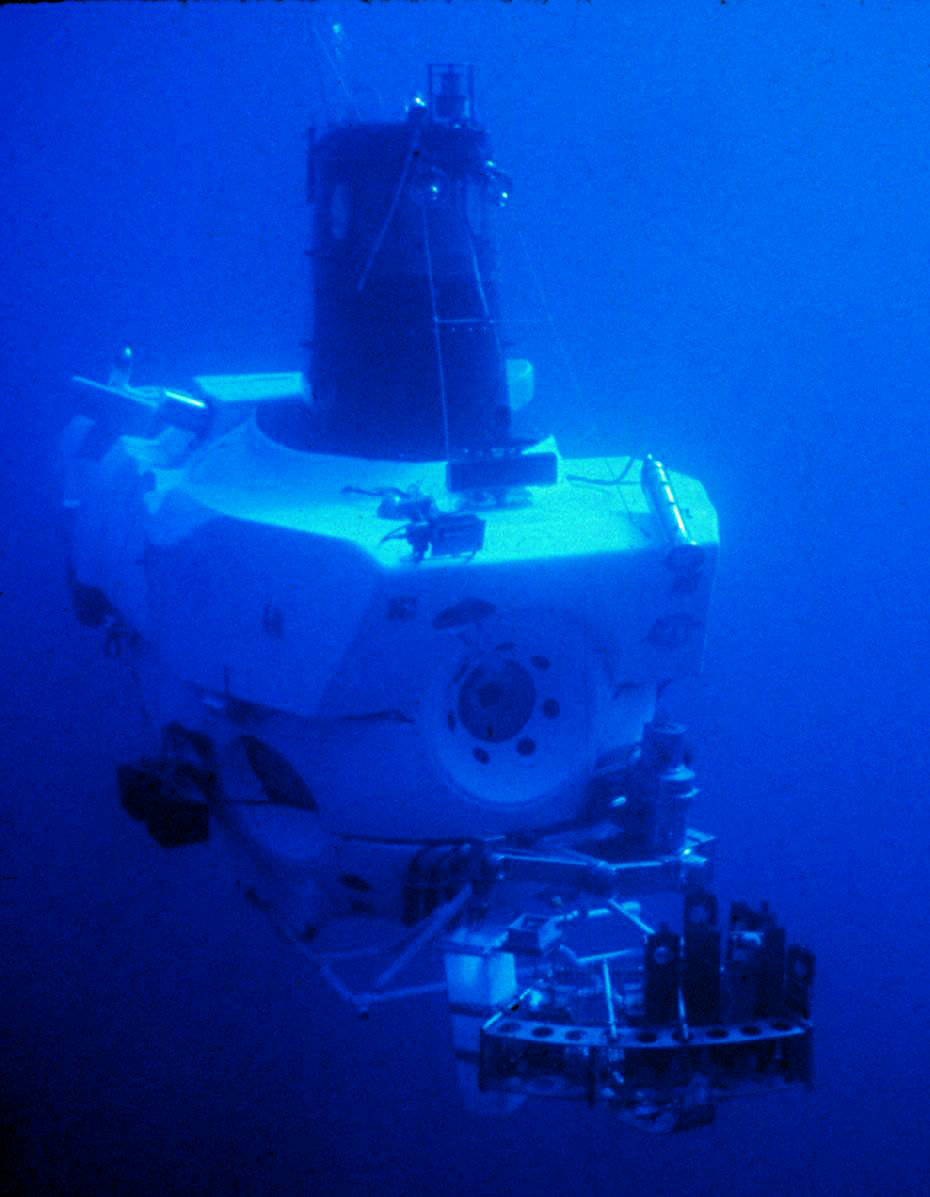
有人深海調査艇アルビン号。これによって、1983年メキシコ湾で冷水湧出帯が発見された。

### メキシコ湾での発見
メキシコ湾の化学合成生物群集は、20年以上もの研究の歴史がある。特に、大陸斜面上部には世界で最初に発見された湧出帯があり、おそらく一番研究が行われている場所である。発見当初の動物群は、30年間変わらず存在し続けている。
1983年、有人潜水艇アルビン号がメキシコ湾東部を航行中に、生物群が発見された。フロリダ海底崖の底の、温度の低い塩水湧出帯を調査中に、思いがけなくチューブワームや貝類を発見したのである。
1984年11月、2つの化学合成生物群集が、メキシコ湾で相次いで発見された。当時テキサスA&M大学が石油湧出の底生生態系に対する影響を調査していた。海底トロール中に、チューブワームや貝類を含む大量の化学合成生物を発見した。それまでは石油湧出は生態系にとって完全にマイナスだと思われていた。同じ頃、アメリカ海洋エネルギー管理・規制・執行局により、メキシコ湾北部大陸斜面の調査が行われた。調査会社が撮影した海底写真には1977年に大西洋で発見されたオトヒメハマグリ科の貝が写っていた。この航海中撮られた写真の中には、メキシコ湾中部で最初のチューブワームの記録があった。これは1986年の潜水艇よって直接確認され、「ブッシュヒル（Bush Hill; 北緯27度47分02秒 西経91度30分31秒 / 北緯27.78389度 西経91.50861度）」と言われるようになった。この場所は徹底的な音響調査がなされ、炭化水素の湧出が確認された。この場所は、チューブワームの密度と、貝類の量の多さ、および炭酸塩岩上の大量のイシサンゴや深海サンゴが特徴的である。ブッシュヒルは、徹底的な調査がされていることでは世界でも有数の化学合成生物群集である。

### メキシコ湾での分布

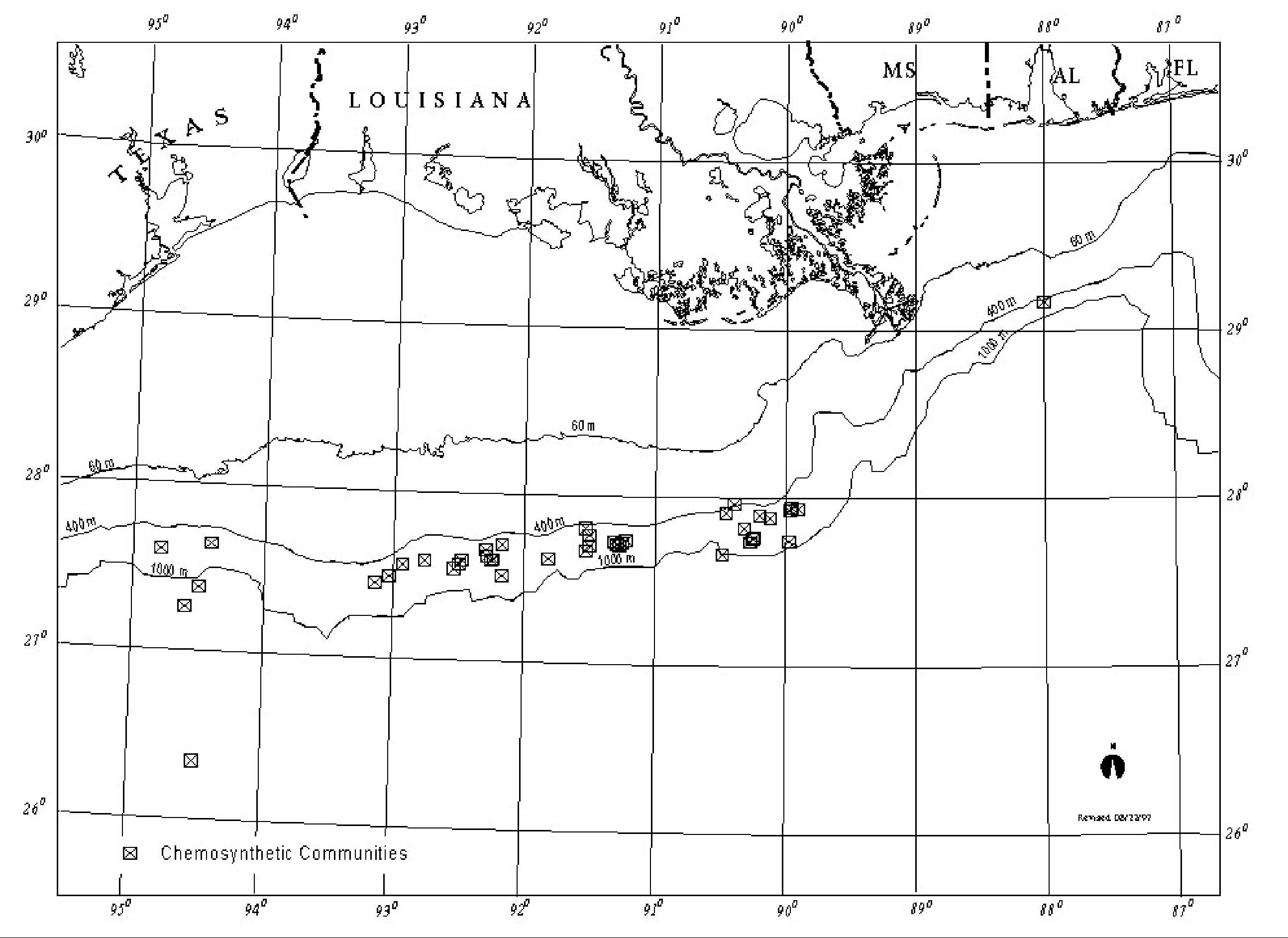
2000年現在知られているメキシコ湾北部の冷水湧出帯生物群集。

埋蔵石油や天然ガスと、化学合成生物群集や炭化水素湧出、鉱物沈着などの間に関係があるのは明らかである。しかし石油や天然ガスの貯留層は、メキシコ湾の広い範囲に渡り地下数千メートルの深さにあるのに対し、化学合成生物群集は孤立したエリアで、数メートルの厚さの炭酸岩層の上にあるだけである。
メキシコ湾北部斜面の厚さ10キロメートルになる地層には岩塩層が含まれており、岩塩の動きによって影響を受ける。岩塩ドームも参照のこと。メキシコ湾での石油産出の主力は中生代、主にジュラ紀後期から白亜紀後期の層である。輸送管は水面から垂直に約6 - 8キロメートルほどの長さに作られており、これで地中の石油や天然ガスを吸い上げる。一方、天然の海底表面への炭化水素の出現は「湧出」と言われる。地学的な証拠によれば、炭化水素と塩水湧出は数千年も継続することがある。
浮力や圧力などの原因による、石油やガスの地質中での移動は、100万年単位のタイムスケールで行われる。炭化水素が岩盤の裂目を通って湧出する間に地層中で拡散することがあり、その場合湧出帯生物群は広い地域に分布して数百メートルほどになることもある。これは熱水噴出口が局所的であるのとは対照的である。
Rovertは、湧出速度が非常に遅い場合から速い場合までの状況を調査した。非常に遅い湧出は、複雑な化学合成生態系を構成することは無い。多くの場合は単にバクテリアや微生物のマットを形成するだけである。大陸斜面上部の、硬い炭酸塩岩の基層は、サンゴやイソギンチャクなど、化学合成では無い様々な生物群による可能性がある。もう一方の極である流量が多い場合では、炭化水素の湧出に流動化した堆積物が伴い、海底から流出する。結果として泥火山や泥流となる。この2つのタイプの中間に、密度の高く発展した化学合成生態系を存在可能にするものがある。これにはバクテリアマット、チューブワーム、シンカイヒバリガイ、ツキガイ、オトヒメハマグリ、関連生物などが含まれる。これらのエリアはしばしば、ガスハイドレート層の表面かその近くに存在する。それらはまた、堆積岩化した海底にも存在する。その岩石はほとんどは自生の炭酸塩岩だが、時々、重晶石などの珍しい鉱物が含まれる。

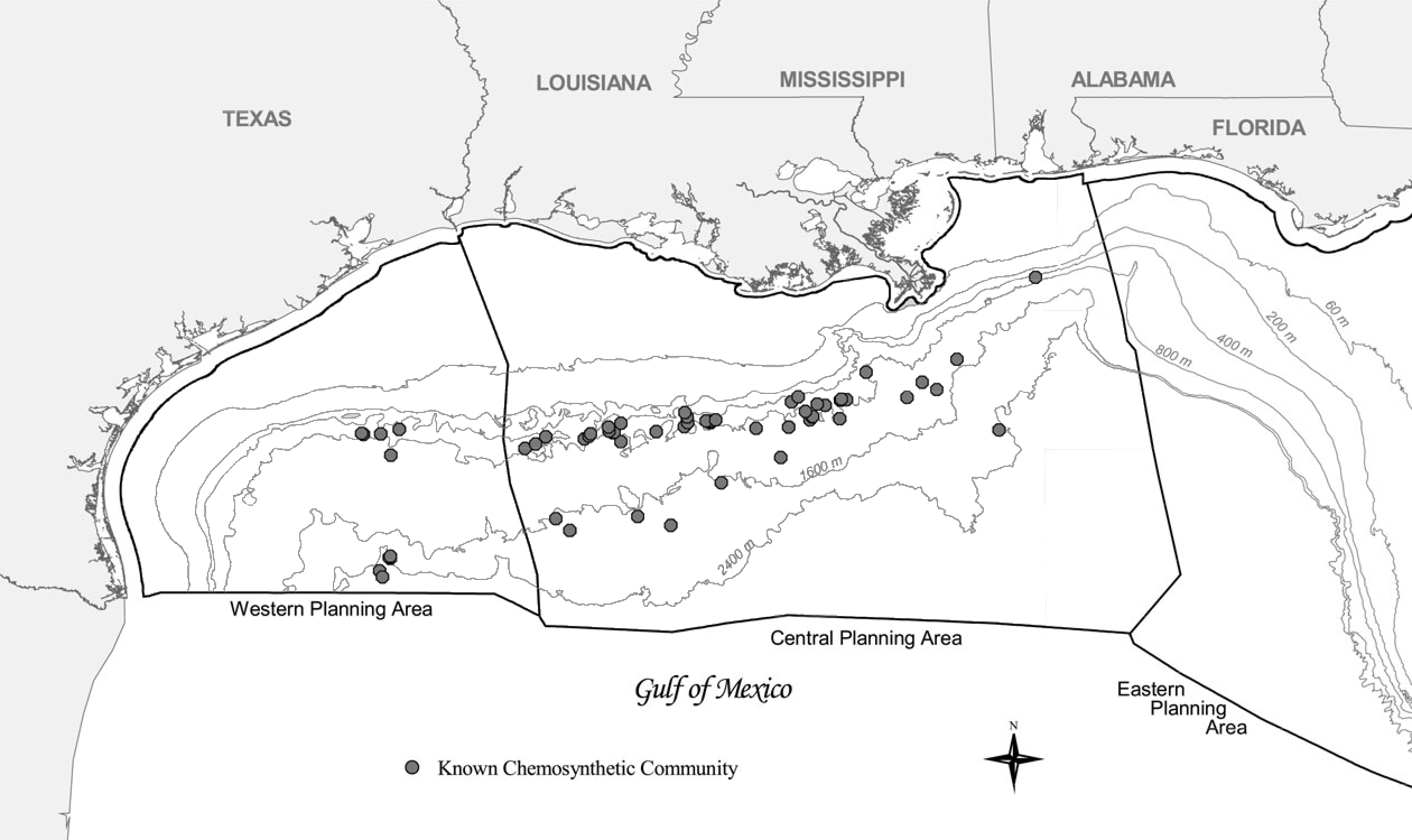
2006年現在、メキシコ湾北部で発見された冷水湧出帯周辺の化学合成生物群集。50以上存在する。

メキシコ湾の石油開発のための調査中に、広い範囲の水深で多数の生物群集が発見された。その中にはメキシコ湾で発見されたうちで最も深い水深2,750メートルの場所も含まれる。炭化水素湧出に依存する化学合成生物が報告されたのは、水深290メートルから、2,744メートルの範囲であった。これは、水深305メートル（1,000ft）以下と定義された、メキシコ湾深海と言われる部分にほぼ相当する。
化学合成生物群集は大陸棚からは見つかっていないが、化石記録では200メートル以内の浅い海にいたものが見つかっている。この現象の説明としては、捕食圧の変化によるものではないかと考えられている。50以上の生物群集が外縁大陸棚石油開発に関して定義された水域）にあることがわかっている。実際にはさらに存在することと思われる。発見された深度が限られるのは、潜水の限界による所が大きい。1,000メートル以上潜れる潜水艇は不足している。
宇宙からの画像リモートセンシングの技法によって、メキシコ湾北部中央に油膜の存在が示された。これはメキシコ湾に天然の石油湧出があることを示す。該当箇所の深度は1,000メートルより深い。この研究は、さらに多くの炭化水素に依存する化学合成生物群集があることを期待させる。
最も密度の高い化学合成生物群集は、水深約500メートルの地点で発見された。これには発見者によって「ブッシュヒル」という名前がつけられている。岩塩ドーム上に、石油とガスの湧出があり、チューブワームやイガイ類が広く濃密に群生している。この湧出帯は、水深約580メートルの海底から40メートルほど隆起している小山の上にある。

### 安定性
化学合成生物群集におけるハイドレートの役割を重要視する説もある。固形ガスハイドレートの生物的な変質は、アメリカ海洋エネルギー管理・規制・執行局の研究 "Stability and Change in Gulf of Mexico Chemosynthetic Communities (PDF) " に詳しい。仮説によれば、ハイドレートの変質は炭化水素放出の速度調節に主要な役割を果たし、また生物群集の安定性に本質的な役割を持っている。ブッシュヒルなどいくつかの地点で、海底水の温度のわずかな変化がハイドレートの分解を促し、ガスの供給を増加させていると考えられている。
貝殻の化石生成論と岩石コアの研究によって、全体的に生物群は500 - 1,000年間以上も継続しているとの研究がある。いくつかの箇所が、最適環境を地質学的な期間維持している。500 - 4,000年存続しているものもあるとの報告もある。また、群集の構成種や栄養レベルは、時間を通じてかなりコンスタントであり、個体数のみが変化するらしい。いくつかの場所で、群集のタイプが変化したという事例もあった（たとえばイガイからハマグリへ）。また完全に消滅したものもあった。興味深いことに、破壊的なイベントがあった後でリカバリした場合は、同じ動物群が占めるのである。大崩壊が起こったという証拠は少ないが、ムール貝の生態系で2つの例が見つかっている。時間的に比較的安定である一方、生物群集はそれぞれの地点によって独特であるという。
自生鉱物の沈殿や、地質活動によって、湧出パターンは長年の間に変化する。しかし、7つの箇所で直接的な観察を行っているが、化学合成生物群集の生物相やその分布の変化は観察されていない。メキシコ湾で1986年に発見された「ブッシュヒル」では、比較的長い期間（19年）観察が行われている。ここでの19年の観察の間、大きな死滅や、大規模な動物相構成の変化は観察されていない。
なお、化学合成生物群集は、どれも十分に海の深い場所に存在するので、嵐やハリケーンの影響を受けることは無いと思われる。

### 生物学

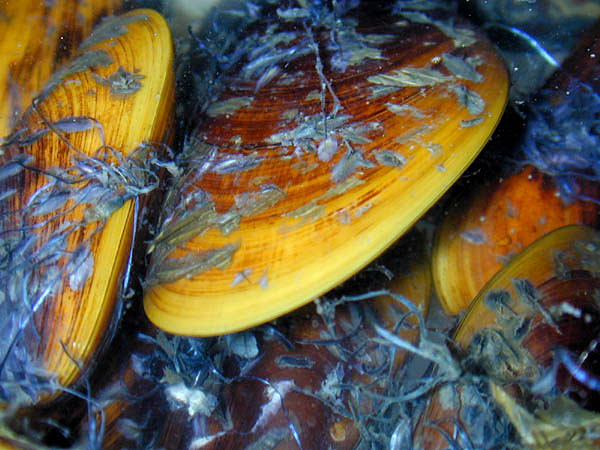
エンコシンカイヒバリガイ（Bathymodiolus childressi）は、イガイの仲間で、メキシコ湾の冷水湧出帯の主要な種である。

マクドナルドら (1990) によると、生物群集には一般的に4つのタイプがあるという。チューブワームが支配的なもの。イガイ科が支配的なもの。オトヒメハマグリ科が支配的なもの。また底生のツキガイ科、ハナシガイ科が支配的なもの。バクテリアマットはどの箇所でも存在している。これらの動物相のグループは、それらの集合のいきさつ、集団の大きさ、および化学的環境を表す傾向がある。また、いくつかの点で、それらに依存する従属栄養生物も規定する。メキシコ湾の冷水湧出帯生物群集では多くの種が発見されているが、未記載のものがまだ多く残っている。
チューブワーム（ハオリムシなど）の個体は、湧出帯で発見された2つの種では、3メートルにもなるものがあり、また数百年も生きる。チューブワームに目印をつけて観察した結果によると、成長率は様々だが、13個体で測ったところでは最大でも年に9.6センチメートル以下だった。平均では2.19センチメートルであり、カタハオリムシ（Escarpia）の一種と思われる種では2.92センチメートルだった。これらは、熱水噴出口の類似種よりも成長が遅い。しかしハオリムシ類の個体は、熱水噴出口にいる種類の2- 3倍の長さにもなることがある。いくつかの環境で、3メートルにもなるハオリムシの個体が採取されている。これは、おそらく400年生きていることを示している。チューブワームの産卵は季節的では無いが、繁殖は断続的である。
チューブワームは雌雄異体である。最近の発見では、雌のハオリムシの産卵は、大型二枚貝である Acesta bullisi（ミノガイ科）とユニークな関係を持っていることがわかった。この貝はチューブワームの先端に位置していて、周期的な産卵の時、卵を食べる。この奇妙な関係は1984年に発見されたが、その意味は十分に解明されてはいない。実際に、成熟したこの貝は、雌のチューブワームの近くにのみ見つかる。
冷水湧出帯に棲むメタン栄養性のイガイ類の成長率が報告されている。一般的に成長率は比較的高い。成体のイガイの成長率は、沿岸の似た温度環境のイガイ類と近い。フィッシャー (1995) はまた、幼生のイガイが炭化水素湧出帯では最初は急速に成長するが、成体になると成長率が著しく落ちることを発見した。それらはきわめて早く生殖可能になる。個体も群体も、きわめて長く生存する。これらメタン依存貝は、限定された化学物質要求を持っており、それはメキシコ湾の活発な湧出活動と深い関係を持っている。早い成長率の結果として、何かの被害があった湧出帯は急速に回復する。調査によると、イガイはまた硬い基質も必要としており、適当な基質が増大すれば数が増える。イガイ群生に、常に2つの種が発見されている。1つは巻貝の Bathynerita naticoidea で、もう一つは小型エビのオハラエビである。これらの固有種は、非常に高い環境への耐性を持っていると思われる。
イガイの群生とは異なり、化学合成的ハマグリ類の群生は、低い死亡率と堆積速度から、新しい個体の加入なしに続くようである。研究されたハマグリ類群生のほとんどは不活動的で、生きている個体がほとんど見つからなかった。パウエル (1995) の報告によると、局所的なコロニーは50年以上の時間で活動し、絶滅と再群生化のスピードは緩やかである。これらの不活性な群集とは対照的に、メキシコ湾中央で最初に発見された群集は活発なハマグリ類から構成されていた。
自由生活をするバクテリアによるバクテリアマットもまた、冷水湧出帯の特徴である。これらのバクテリアは、大型生物の動物群と硫化水素やメタンのエネルギーを奪い合うかもしれない。また生産量の相当部分を担っているかもしれない。色素の無い白色のマットは、硫黄酸化細菌の一種ベギアトア（Beggiatoa）の種類であり、オレンジのものはおそらく未同定の非化学合成細菌らしい。
冷水湧出帯の従属栄養生物の種は、湧出帯ごとにそれぞれ独自である。軟体動物、甲殻類など、湧出帯以外の地域でも普通にいる生物が含まれる。近年の研究でわかったことは、湧水域周辺の種は、予想よりもほとんど湧水域の生産を利用しないということである。また逆に、コシオリエビやアマオブネガイなどの同位体の研究によれば、それらの食物は湧水域と周辺の生産の混合である。いくつかの場所では、湧水帯の固有種の無脊椎動物は、すべての食物を湧出帯の生産物から得ているわけでは無く、50%もの食物を周辺から得ている。

## 大西洋

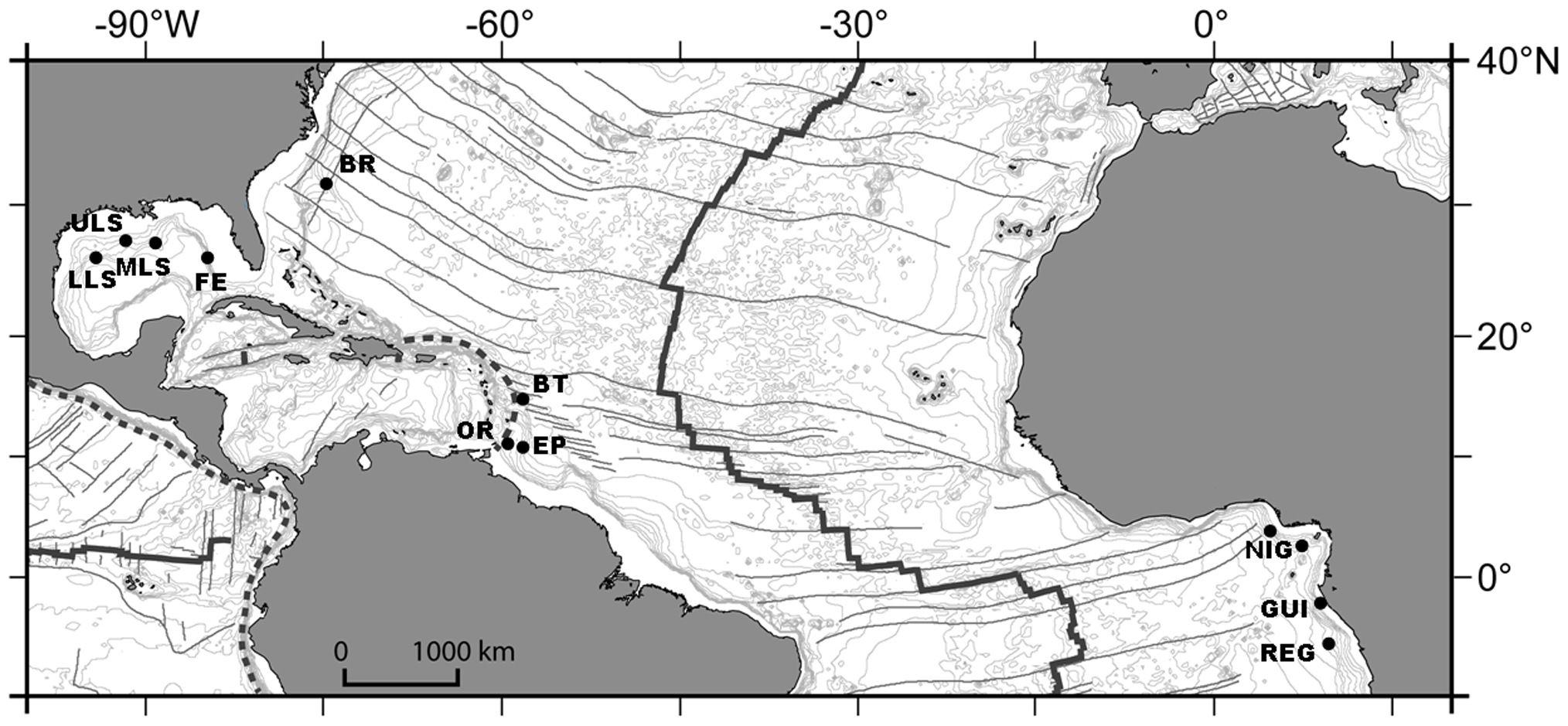
赤道付近の冷水湧出帯
BR - ブレーク海嶺ダイアピル。
BT - バルバドス海溝
OR - オリノコ川周辺
EP - El Pilar周辺
NIG - ナイジェリア斜面
GUI - ガボン沖 Guiness地域
REG - コンゴ共和国・コンゴ民主共和国沖のRegab海底窪地

冷水湧出帯生物群集は、西大西洋においてもいくつか見つけられている。バルバドスの水深1,000 - 5,000メートルの付加体領域にある泥火山とダイヤピアへの潜水により、いくつかの生物群が見つけられた。またノースカロライナ沖のブレーク海嶺にもダイアピアがあった。より最近には、湧水帯生物群は東大西洋からも見つかっている。巨大な海底窪地の集合が、ギニア湾の近く、コンゴの深い海峡で見つかり、比較的小規模な海底窪地であればコンゴ周辺、ガボン周辺、ナイジェリア周辺、またカディス湾からも見つかっている。
2003年、カディス湾の広大な泥火山では化学合成生物群集が発見された。泥火山から採集された化学合成二枚貝類は2011年に発表された。
冷水湧出帯は大西洋北部でも見つかっている（地図には3か所写っている）。
海洋生物センサスのプロジェクト深海化学合成生態系生物地理調査により、大西洋の水深400- 3,300メートルの赤道付近地帯で大規模な動物相のサンプリングが行われた。72の分類群が種のレベルまで同定され、合計9種もしくは複合種が、大西洋の東西で確認された。
大西洋赤道地帯の大規模動物相は、距離によってよりもむしろ深さに影響を受ける。イガイ科のシンカイヒバリガイは、大西洋で最も広範囲に分布する種類である。ブーメランシンカイヒバリガイ（Bathymodiolus boomerang）は、フロリダ断崖、ブレーク海嶺ダイヤピル、バルバドス付加体、コンゴRegabサイトで見える。エンコシンカイヒバリガイもまた広く分布していて、大西洋赤道付近帯に沿ってメキシコ湾からナイジェリア付近までいるが、Regabやブレーク海嶺にはいない。寄生性ウロコムシのユウスイエラウロコムシ（Branchipolynoe seepensis）は、メキシコ湾、ギニア湾、バルバドスから見つかっている。他に大西洋の東西から見つかっているものと言えば、腹足類の Cordesia provannoides、オハラエビの一種の Alvinocaris muricola、シンカイコシオリエビ科の Munidopsis geyeri、Munidopsis livida、おそらくナマコと思われる Chiridota heheva などがある。
アマゾン川河口の海底扇状地からも冷水湧出帯が見つかっている。地震波トモグラフィーの手法により、ガスの湧出、泥火山、海底窪地、含ガス層、深海炭化水素湧出などの存在が示された。この地域では比較的浅い層にメタンガスが存在し、またガスハイドレートは広大な地域に存在している。また、ガスを放出するチムニーが報告されていて、商業的な量には至らないがガスの埋蔵が確認されている。また断層帯の近くに海底窪地が発見された。アマゾン川河口付近での地層音響探知と地球物理学的情報は、エネルギー会社に利用されている。
他にも有望な箇所が存在する。たとえばアメリカ東海岸沖、カナダのローレンシャン海底扇状地には深度3,500メートル以下で化学合成生物群集が知られている。またより浅いギニア湾なども、将来の研究が待たれる。

## 地中海
地中海で還元型環境の生物が最初に見つかったのは、水深1,900メートル、アフリカプレートの沈み込み帯地中海海嶺の上のナポリ泥火山（北緯33度43分52秒 東経24度40分52秒 / 北緯33.73111度 東経24.68111度; ナポリの近傍ではなく海山につけられた名前）である。頂上でツキガイ（Lucinidae）やシロウリガイ（Vescomyidae）が発見された。さらに、共生細菌を持つツキガイの仲間 Lucinoma kazani が発見された。南地中海では、冷水湧出帯炭酸塩岩の環境に多毛類と二枚貝類の群生が、エジプトとガザ地区近くの水深500- 800メートルで発見された。ただし生きている状態での発見では無い。自然のままの化学合成生物群集は東地中海で観測された。潜航艇による探査によって、小型二枚貝、大型のチューブワーム、大型カイメン、関連のある固有種動物相など、水深1,700- 2,000メートルの炭酸塩層の上に様々な冷水湧出帯があることが観察された。泥火山が集まるの2つの地域が最初に探索された。一つはクレタ島南方の地中海海嶺の周辺で、部分的にもしくは全体的に塩水溜まりの状態になっている。もう一つはトルコ南方のアナクシマンドロス海山の周辺である。こちらの方は大きな泥火山が含まれる。また小さな泥火山も付属している。これらからガスハイドレートのサンプルが採取された。またその海底からは高いレベルのメタン湧出が記録されている。ナイル川の海底扇状地は近年探索された。これらは非常に活発な塩水湧出帯を含んでいる。それはメネスカルデラと名付けられた。東地方の水深2,500- 3,000メートルの、斜面の中央か下方に海底窪地がある。同様に斜面の中央から情報の水深500メートルのところに泥火山がある。
5種もの、共生細菌を持つ二枚貝が、これらのメタンや硫化水素に富んだ環境で集団を作っていた。チューブワームの種類では、2010年に Lamellibrachia anaximandri が発見された。これは地中海海嶺から、ナイル付近の深海まで群生していた。さらに、共生細菌の研究からはシロウリガイ、ツキガイ、チューブワームの持つ硫黄酸化細菌などの化学合成細菌間の関係がわかってきた。また小型イガイ類と共生する細菌の高い多様性がわかった。地中海の湧出帯は、大型種（巻貝など）の豊富さと、カイメン（Rhizaxinella pyrifera）やカニ（Chaceon mediterraneus）の大きさによって特徴付けられるようである。これは、その他の東地中海深海のマクロファウナ、メガファウナの貧弱さと対照的である。地中海の湧出帯生物群は、固有の化学合成生物が含まれており、世界の他の地域とは種レベルで違っている。またシロウリガイ属、シンカイヒバリガイ属などの大型二枚貝類が不足している。地中海の湧水域は、大西洋とは、メッシニアン塩分危機の後分断され、独自の生態系を発達させた。それは大西洋の汎存種や構造と異なっている。さらに、様々な場所で多くのサンプルを採取した調査が、地中海海嶺から東ナイル深海扇状地にかけて行われた。2008年、冷水湧出帯がマルマラ海で発見されたが、この化学合成生物相は、東地中海の冷水湧出帯の化学合成生物相とかなりの類似性を示した。

## 西太平洋
南シナ海北東部の大陸斜面で、冷水湧出帯において自然アルミニウム（天然のアルミニウム単体）の発見が報告された（地球上においてアルミニウムは、通常酸化物などの形で存在する）。Chenら (2011) によると、この成因はテトラヒドロキシドアルミン酸イオン Al(OH)4- から、バクテリアによる還元作用で金属アルミニウムが生成されたものだろうということである。

### 日本
| 冷水湧出帯   | - 千島海溝-日本海溝 - 日本海 - 相模湾 - 駿河湾 - 南海トラフ - 鹿児島湾 - 琉球海溝 |
| 熱水噴出口   | - 伊豆諸島-小笠原諸島 - マリアナ諸島 - 沖縄トラフ                                 |
| 鯨骨生物群集 | - 相模湾 - 野間岬沖（東シナ海） - 鳥島海山（伊豆諸島）                            |

日本近海の深海生態系は海洋研究開発機構（JAMSTEC）が中心となって調査を行っている。しんかい6500、かいこう、ハイパードルフィンなどの潜水艇により、多くの熱水噴出口・冷水湧出帯が発見された。
日本周辺はプレートが複雑に組み合わされており、地質構造の活動性が高い。熱水噴出口・冷水湧出帯の多くはプレートの境界近くにあり、日本海溝、南海トラフ、琉球海溝、相模湾、駿河湾、日本海などで発見されている。
冷水湧出帯の構成種は、科や属のレベルでは他の領域と同様に、多毛類のハオリムシ類、二枚貝類のキヌタレガイ科、イガイ科のシンカイヒバリガイ属、ハナシガイ科、オトヒメハマグリ科のシロウリガイ属などが見られる。日本周辺の冷水湧出帯の多くの種は固有種である。
鹿児島湾では「たぎり」と言われるガス湧出があり、周辺にサツマハオリムシ（Lamellibrachia satsuma）が棲息している。ここの水深は80メートルであり、ハオリムシの棲む地点としては最も浅い。サツマハオリムシは常圧下で長期間の飼育が可能であり、いおワールドかごしま水族館、新江ノ島水族館などで飼育展示が行われている。また棲管を透明にして観察する方法が開発されている。

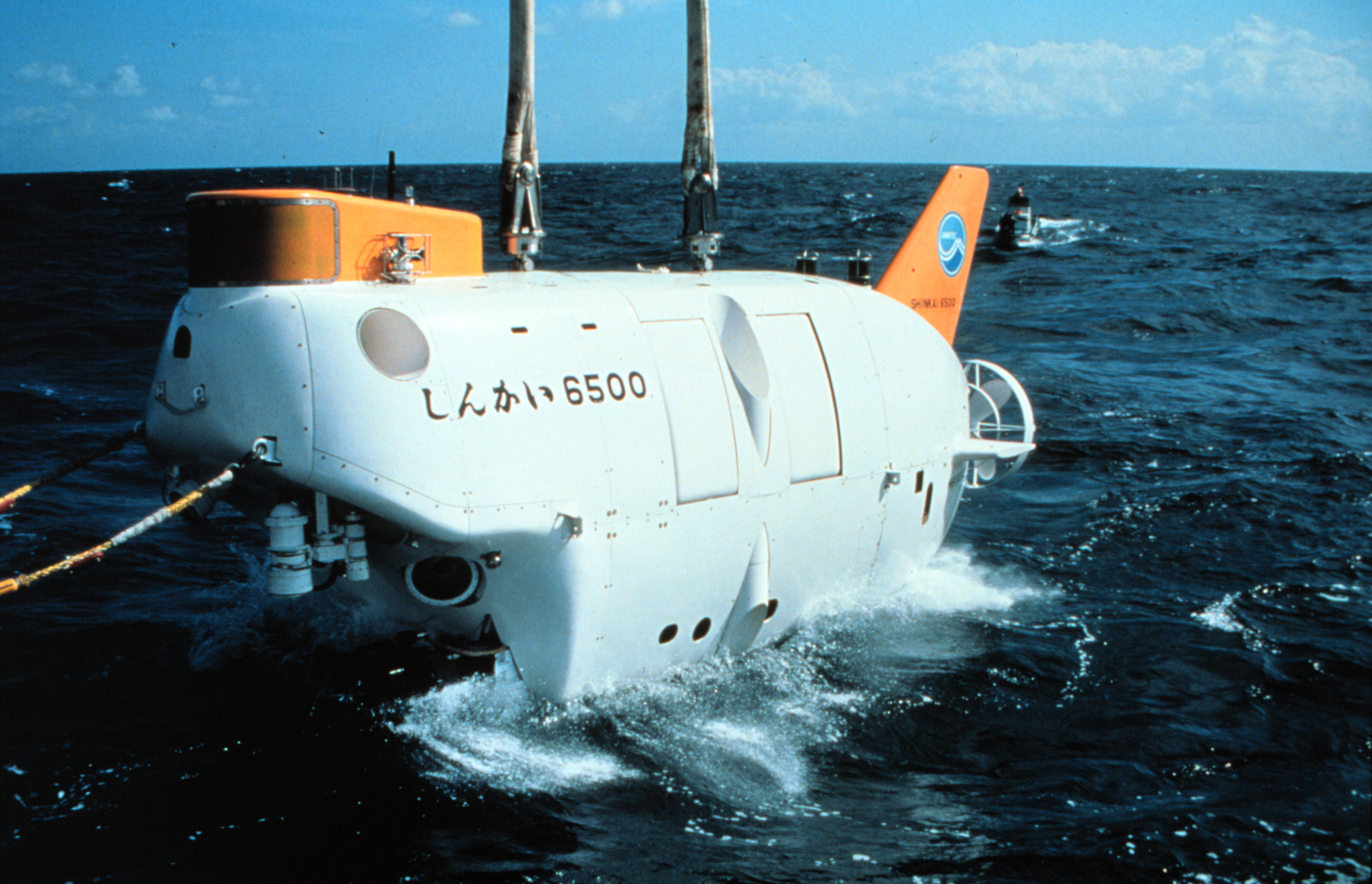
しんかい6500

しんかい6500によって、マリアナ海溝でマントル物質から栄養を摂るシロウリガイ類のコロニーが発見された。他の湧出域のメタンは地殻中の有機物が起源であると考えられるのに対して、この場合のメタンは無機起源であり、化学合成生態系の多様性を示している。
2011年、東北地方太平洋沖地震の震源域に当たる日本海溝付近で潜水調査が行われ、地震活動によるものと思われる亀裂が発見された。またメタン湧出も発生したと考えられ、バクテリアマットが確認された。

### ニュージーランド
ニュージーランドメインランド沖の大陸棚端はいくつかの地点で不安定であり、メタン豊富な湧出帯があって、炭酸塩岩凝固を作っている。支配的な動物はチューブワームと、シロウリガイやイガイ（シンカイヒバリガイ）などの二枚貝である。数多くの種が固有種であると思われる。底引き網漁はこれら冷水湧出帯の生態系に大変深刻なダメージを与える。2,000メートル以下の水域にはまだ冷水湧出帯があるものと思われる。

## 東太平洋

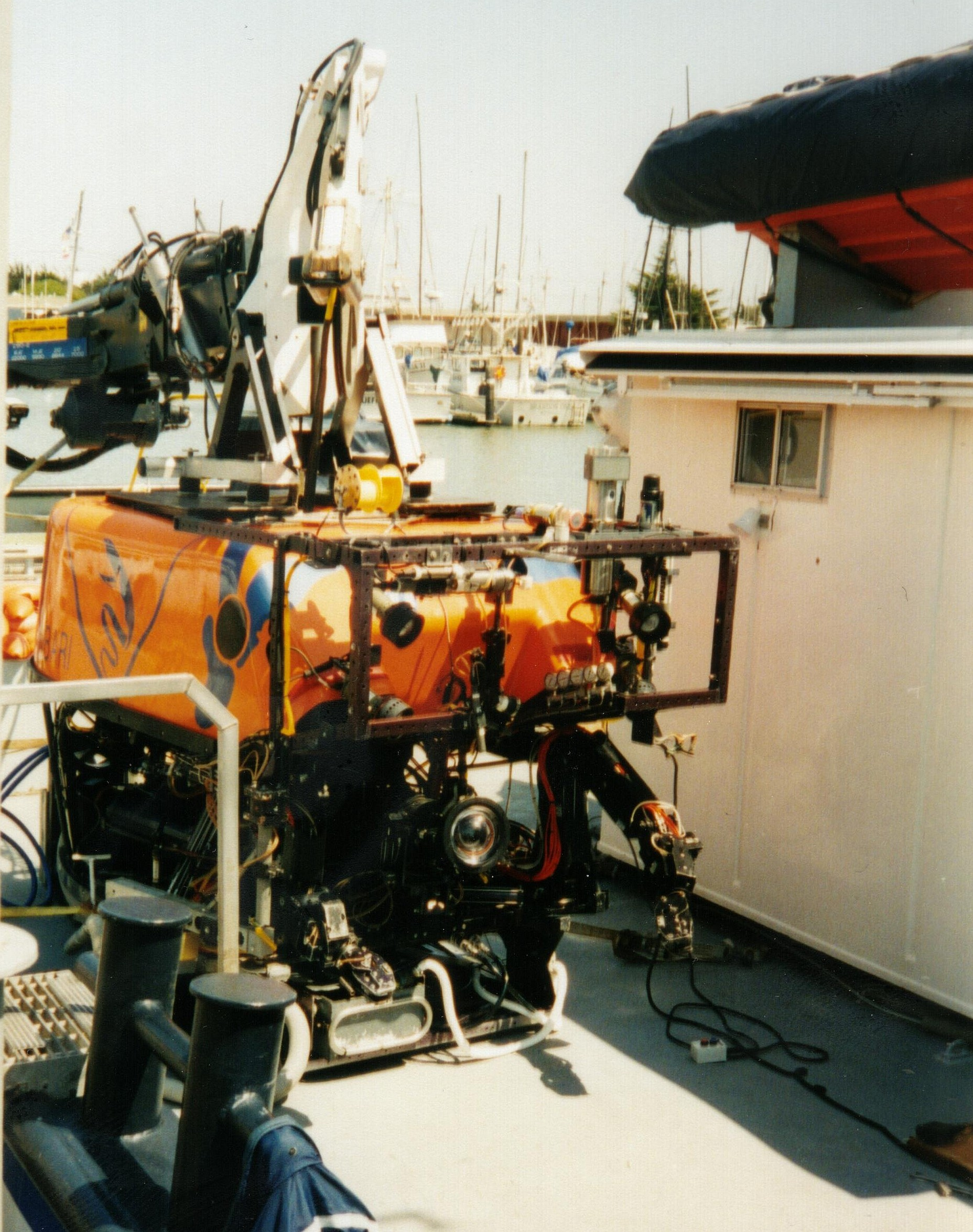
モントレー湾水族館研究所は、遠隔操作可能な潜水艇を使用し、モントレー湾冷水湧出帯を調査している。

海洋生物センサスのプロジェクトの一つCOMARGE（Continental Margin Ecosystems on a Worldwide Scale：大陸縁辺群集）により、チリ周辺の調査がなされ、メタン湧出帯や貧酸素環境の調査がなされた。それらの生態系の異質性は、局所的な動物相に影響されるということである。湧出帯の動物相は、ツキガイ科、ハナシガイ科、キヌタレガイ科（スエヒロキヌタレガイの仲間）、オトヒメハマグリ科（Calyptogena gallardoi）、また多毛類の一種ハオリムシ、さらにもう2種の多毛類などが含まれる。さらに、チリ周辺沖の貧酸素地域にある、柔らかい還元型の堆積物の中には、主に大型原核生物から構成される多様性に富む微生物生態系が構成されている。構成員はたとえば、大型でフィラメント状の「メガバクテリア」と言われるチオプローカ属、ベギアトア属や、「マクロバクテリア」と言われる様々な形質のもの）、原生生物（繊毛虫、鞭毛虫、有孔虫など）、小型の後生動物（線虫、多毛類など）が見つかっている Gallardo et al. (2007)。Gallardoら(2007) によれば、シアノバクテリアの化石と見られたものの一部は、これらの微生物の活動の後では無いかということである。
冷水湧出帯（海底窪地）はまた、カナダ・ブリティッシュコロンビアのHecate海峡でも見つかった。またはっきりしない動物相（冷水湧出帯としてもはっきりしない）がそこにあり、普通の動物相、たとえばアヤボラ（Fusitriton oregonensis）、イソギンチャクの一種 Metridium giganteum、外皮性のカイメン、キヌタレガイ属の Solemya reidi など。
化学合成生物群集を伴う冷水湧出帯は、アメリカ合衆国の太平洋岸、モントレー湾近くのモントレー海底谷の泥火山にもある。ここからはたとえば、シロウリガイ属の Calyptogena kilmeri やワダツミウリガイ（Calyptogena pacifica）、有孔虫の Spiroplectammina biformis などがある。
- モントレー湾の冷水湧出帯の地図

## 南極海
南極海の深海調査は比較的少ないが、それでも深海域で熱水噴出口、冷水湧出帯、泥火山などの生態系の存在が示された。研究は南極深海底生物多様性調査プロジェクト (ANDEEP) がなされた以外には、ほとんどない。もっと多くの種が記載されるのを待っている。

## 探索
チューブワーム群集の存在の有無に関する予測精度は良くなってきている。しかし、化学合成生物群集を、地球物理学の技術を使って直接見つけることは難しい。現在起こっている湧出や生存している生物群集を確認するのは難しいのである。
ただし、炭化水素湧出は化学合成生物群集を形成し、それによって地質環境が影響を受けるため、間接的に探索することは一応可能である。変化を受ける堆積物には以下のようなものがある。
- 微小団塊、団塊、岩状の炭酸塩の沈殿。
- ガスハイドレートの形成。
- 化学合成生物の硬い遺物（貝殻など）による堆積物の構成の変化。
- 間隙のガス泡、炭化水素の形成。
- ガス放出による、海底窪地の形成。

これらの変化は、音響探索（地震波トモグラフィー）に影響を与える。ほとんどのタイプの生態系の存在について「可能性のある」地点は、上記の様々な地球物理学的情報を解釈することで得ることができる。しかし今日でも、方法的には不完全であるし、生態系の存在を直接目に見える形で探索する技術はできていない。

## 痕跡

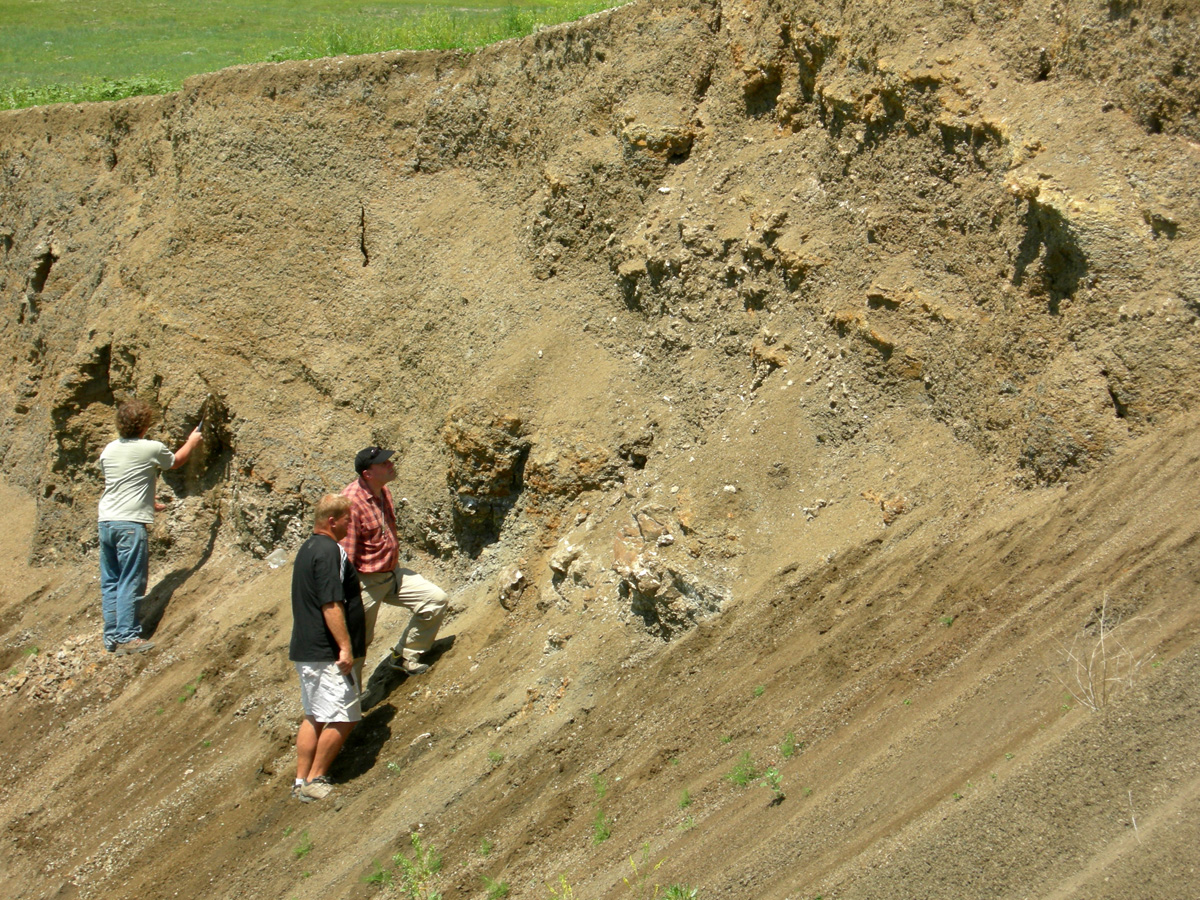
サウスダコタ南西のPierre頁岩。白亜紀後期の冷水湧出帯の跡。

冷水湧出帯の堆積物は顕生代の地層を通じて見つかる。特に中生代後期から新生代にかけてのものが多い。これらの冷水湧出帯の痕跡は、（保存されていれば）小山状の地形となっている。ここでは、粗く結晶化した炭酸塩が豊富に見つかり、また、軟体動物の化石、腕足動物の化石が数多く見られるという特徴がある。

## 参照
This article incorporates a public domain work of the United States Government from references and CC-BY-2.5 from references and CC-BY-3.0 text from the reference